# Juliette Gordon Low

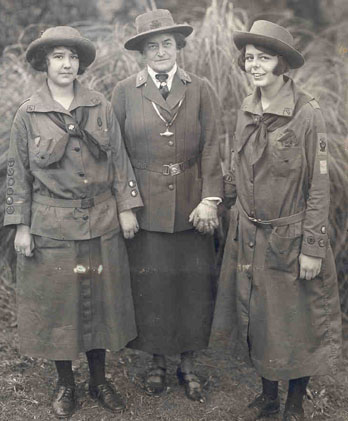
Juliette Gordon Low.

Juliette Gordon Low (31 de octubre de 1860 – 17 de enero de 1927) fue una dirigente juvenil con muchos conocimientos, ella era estadounidense, y la fundadora de las chicas exploradoras de los Estados Unidos de América en 1912.

## Biografía
Nacida como Juliette Magill Kinzie Gordon en Savannah, Georgia, fue conocida como Margarita ("Daisy") luego que su tío cuando nació se enteró de que sería niña y dijo: "Voy a apostar que será una margarita" 
La familia de su madre era oriunda de Chicago y su padre fue un Capitán del ejército Confederado en la Guerra de Secesión de los Estados Unidos. 
Juliette fue siempre inquieta y, recibió el apodo de "Little Ship" (barco pequeño), cuando debió mudarse a vivir con sus abuelos durante la guerra.
Su abuelo, John Kinzie, era un agente de nativos americanos y la pequeña Juliette jugaba a menudo con los niños de los nativos. 
Juliette gustaba de escuchar la historia de su bisabuela, la cual fue cautiva de los nativos americanos. Ella le contaba que, a pesar de estar cautiva, siempre estaba alegre, por lo que la bautizaron "Little-Ship-Under-Full-Sail" ("barquito a toda marcha"). Así fue tomada como hija adoptiva del Jefe Seneca Cornplanter mientras convivió con la tribu.
En una oportunidad, Seneca le preguntó qué podía darle de regalo y, ella le respondió que deseaba regresar a su hogar. Así fue como el Jefe Seneca le permitió irse y volver. La versión más corta del apodo ("Little Ship") le fue dada a la pequeña Juliette.
Juliette se educó en los más destacados centros como el 'Instituto para señoritas de Virginia' (Virginia Female Institute, hoy Stuart Hall School) y en el Mesdemoiselles Charbonniers (una escuela francesa de la ciudad de Nueva York).
Cuando tenía 25 años, Juliette sufrió una otitis (una infección del oído) que fue tratada con nitrato de plata. Este tratamiento le ocasionó una pérdida de audición parcial.
A los 26 años, pese a los reparos de sus padres, se casó con William Mackay "Willy" Low, hijo de un mercader del algodón con negocios en Savannah, Georgia e Inglaterra. 
Su madre había nacido en Savannah, Georgia. El casamiento tuvo lugar el 21 de diciembre de 1886 y no tuvieron hijos. Enviudó en 1905.
Durante la guerra entre España y Estados Unidos, Juliette ayudó a su madre a organizar un hospital para los soldados que regresaban de Cuba. Su padre fue comisionado como general del ejército estadounidense y sirvió en la Comisión de Paz de Puerto Rico. 
En 1911 Juliette conoció al fundador del Movimiento Scout Robert Baden-Powell, su esposa Olave, y la hermana de Robert, Agnes
Durante su estancia en el Reino Unido, Juliette trabajó como dirigente de las Muchachas Guías para grupos que organizó en Escocia y Londres. 
Al regresar a los Estados Unidos en 1912, Juliette hizo una llamada a su primo que fue histórica: "¡Vente rápido, tengo algo para las niñas de Savannah, y de todo Estados Unidos, y de todo el mundo, y comenzará esta noche!" 
El 12 de marzo de 1912, Juliette reunió a 18 muchachas e inició la primera tropa de las Muchachas Guías estadounidenses. 
Margaret "Daisy Doots" Gordon y su sobrina fueron el primer nombre registrado, aunque ella no participó de la primera reunión. 
El año siguiente la organización tomó el nombre de 'Girl Scouts'. 
La organización nacional fue fundada en 1915, y Juliette actuó como presidenta hasta 1920, año en que fue reconocida como fundadora. 
- En 2005, Juliette Low fue honrada como integrante de un monumento nacional en la ciudad de Washington llamado 'The Extra Mile Points of Light Volunteer Pathway'. El monumento se encuentra en la vereda adyacente a la Casa Blanca, y forma un recorrido de una milla (de ahí su nombre).[1]